# 葫洲站

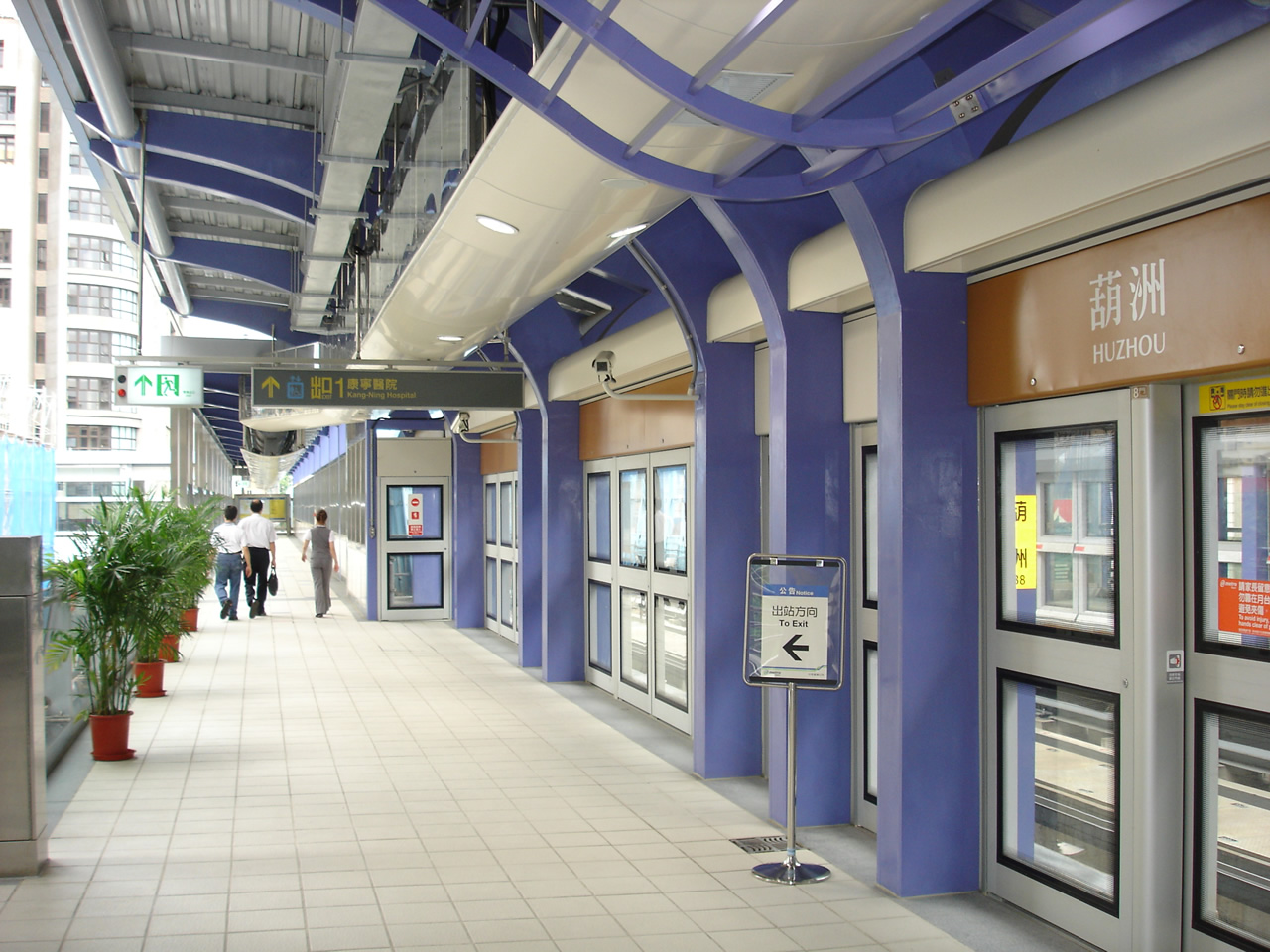
葫洲站二月台

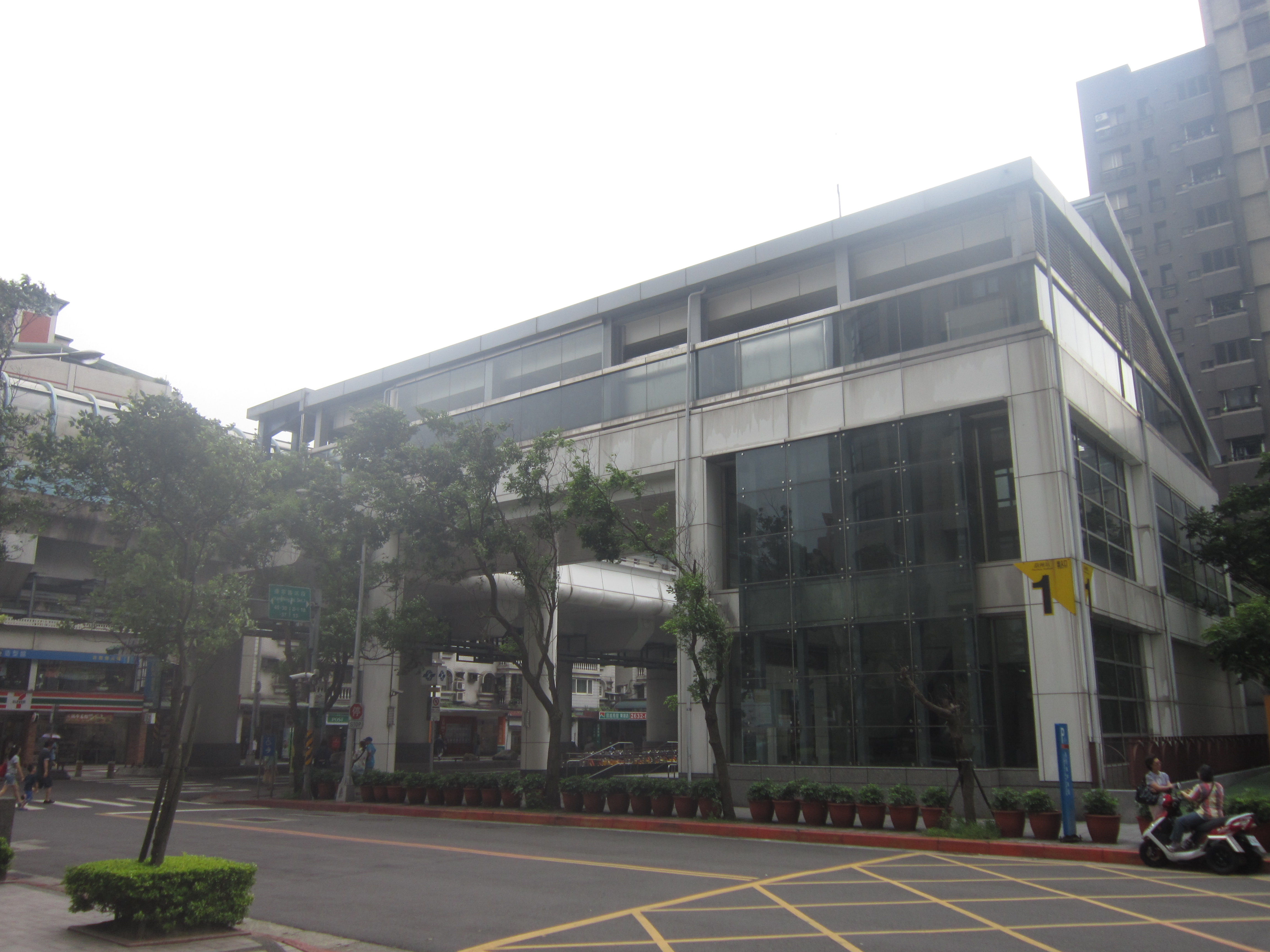
葫洲站一號出口的建物外觀

葫洲站位於台灣台北市內湖區，為台北捷運文湖線（內湖線）的捷運車站。

## 車站概要
車站位於康寧路上，接近與成功路五段、民權東路六段交叉的康寧圓環，老地名十四份；車站編號為BR21。
附近有眾多高樓住宅及公共電視台總部大樓群。站體緊鄰民宅，使本站成為內湖線沿線唯一裝設雙弧形隔音牆的車站，高度約3.6公尺，隔音效果比起一般直立式高約2公尺的隔音牆更好，但造價也相對高昂。
本站設計意象配合當地商業休閒環境之特色，利用車站之建築裝修，創造輕鬆愉悅之氣氛。本站紀念章以白鷺鷥山步道及本站站體為主要背景。

## 車站構造
高架三層車站，車站通廊設於上層，下層為車輛軌道與兩個側式月台，車站長約83公尺、寬約21.5公尺。於康寧路三段兩側各設置一個出入口，西側出口位於康寧路三段16巷和康寧路三段交岔口之公園預定地上，基地是三角形，已變更為交通用地；東側出口位於康寧路三段法務部內湖聯合辦公大樓用地。

### 車站樓層
| 地上 四樓            | 連通層                                                   | 月台連絡天橋 |
| 地上 三樓            |                                                          |              |
| 南側穿堂 （接1月台） | 服務台、自動售票機、驗票閘門 洗手間（付費區外）、往出口2 |              |
| 側式月台，右側開門   |                                                          |              |
| 一月台               | ← 文湖線 往南港展覽館方向（BR22 東湖站）                 |              |
| 二月台               | 文湖線 往動物園方向（BR20 大湖公園站）→                  |              |
| 側式月台，右側開門   |                                                          |              |
| 北側穿堂 （接2月台） | 服務台、自動售票機、驗票閘門、往出口1                    |              |

| 地上 二樓 |                      |
| 中間層    | 樓梯、電扶梯轉接平台 |

| 地面   |        |
| 出入口 | 出入口 |

### 車站出口
出口1位於車站東北側，出口2位於車站西側，所有出口均設有無障礙電梯
| 出入口                                  | 圖片 | 位置       |
| --------------------------------------- | ---- | ---------- |
| 出入口1                                 |      | 康寧醫院   |
| 出入口2                                 |      | 康寧路三段 |
| 註： 設有手扶梯\|設有無障礙電梯往返地面 |      |            |

## 歷史
- 2009年2月22日：葫洲站實質完工。
- 2009年7月4日：隨著內湖線通車而啟用[3]（p. 229）。
- 2009年7月28日：捷運局東工處長陳耀維表示，會導致車廂漏水的文德、葫洲、南港展覽館站，將在一個月內裝設鍍鋅排水管，徹底解決問題。

## 利用狀況
根據2024年12月資料，本站每日旅運量約為17,396，在台北捷運各站中排行第92名。
| 年   | 年間      | 年間      | 年間      | 年間  | 單日平均 | 單日平均 |
| 年   | 上車      | 下車      | 上下車計  | 來源  | 上車     | 上下車   |
| ---- | --------- | --------- | --------- | ----- | -------- | -------- |
| 2009 | 684,037   | 718,198   | 1,402,235 | [ 4 ] | 3,779    | 7,747    |
| 2010 | 1,613,673 | 1,662,463 | 3,276,136 | [ 4 ] | 4,421    | 8,976    |
| 2011 | 2,138,054 | 2,153,562 | 4,291,616 | [ 4 ] | 5,858    | 11,758   |
| 2012 | 2,345,502 | 2,343,442 | 4,688,944 | [ 4 ] | 6,408    | 12,811   |
| 2013 | 2,471,714 | 2,467,229 | 4,938,943 | [ 4 ] | 6,772    | 13,531   |
| 2014 | 2,591,191 | 2,569,783 | 5,160,974 | [ 4 ] | 7,099    | 14,140   |
| 2015 | 2,724,972 | 2,697,329 | 5,422,301 | [ 4 ] | 7,466    | 14,856   |
| 2016 | 2,760,422 | 2,742,347 | 5,502,769 | [ 4 ] | 7,542    | 15,035   |
| 2017 | 2,754,505 | 2,735,503 | 5,490,008 | [ 4 ] | 7,547    | 15,041   |
| 2018 | 2,804,689 | 2,775,529 | 5,580,218 | [ 4 ] | 7,684    | 15,288   |
| 2019 | 2,928,222 | 2,900,911 | 5,829,133 | [ 4 ] | 8,023    | 15,970   |

## 車站周邊
- 明湖國中
- 明湖國小
- 麗湖國小
- 康寧大學臺北校區
- 財金資訊
- 國防醫學院衛勤訓練中心
- 臺灣士林地方法院內湖簡易庭
- 法務部內湖聯合辦公大樓（法務部行政執行署暨士林分署）
- 康寧醫院
- 麗湖大飯店
- 公共電視台
- 客家電視台
- 康湖公園
- 哈拉影城
- 誠品書店東湖店（已於2020年10月18日歇業）
- 美國在台協會新址
- 臺北市公共自行車租賃系統
  - 捷運葫洲站(1號出口)
  - 捷運葫洲站(2號出口)

## 公車資訊
| 編號          | 經營業者            | 區間                         | 備註                                           |
| ------------- | ------------------- | ---------------------------- | ---------------------------------------------- |
| 240直達車     | 光華巴士            | 東湖－捷運國父紀念館站       |                                                |
| 247           | 光華巴士            | 東湖－臺北車站               |                                                |
| 247區間車     | 光華巴士            | 東湖－捷運圓山站             |                                                |
| 284           | 首都客運            | 汐止社后－景美               |                                                |
| 287區間車     | 大都會客運          | 東湖－臺北橋                 |                                                |
| 531           | 欣欣客運            | 紫雲里－松山車站             |                                                |
| 553           | 光華巴士            | 南港車站－金龍寺             |                                                |
| 北環幹線(620) | 光華巴士、大有巴士  | 北士科－中華科技大學         |                                                |
| 630           | 欣欣客運 大都會客運 | 東湖－東園                   |                                                |
| 645           | 三重客運            | 舊莊－捷運石牌站             |                                                |
| 645副線       | 三重客運            | 中華科技大學－捷運石牌站     |                                                |
| 646           | 欣欣客運            | 東湖－捷運劍潭站             | 原646區間車                                    |
| 677           | 光華巴士            | 汐止社后－金龍寺             | 2020年9月1日起調整行駛動線，並縮短行駛至金龍寺 |
| 677副線       | 光華巴士            | 汐止社后－金龍寺             | 經明峰街                                       |
| 681           | 光華巴士            | 東湖－陽明山                 | 原110                                          |
| 683           | 光華巴士            | 北士科－南港高工             | 原620區間車                                    |
| 903           | 欣欣客運            | 東湖－捷運忠孝復興站         |                                                |
| 紅2           | 光華巴士            | 汐止社后－捷運圓山站         |                                                |
| 棕10          | 東南客運            | 捷運大湖公園－捷運南京復興站 |                                                |
| 藍36          | 首都客運            | 汐止社后－捷運昆陽站         |                                                |
| 民權幹線      | 首都客運            | 南港－臺北橋                 | 原紅32                                         |
| 南京幹線      | 首都客運            | 南港高工－圓環               | 原棕9                                          |
| 內湖幹線      | 大都會客運          | 東湖－衡陽路                 | 原287                                          |

## 腳註

### 來源資料
1. ↑   (新闻稿). 台北捷運. 2016-04-11  [2016-04-11]. （原始内容存档于2016-04-11） （中文（臺灣））.
2. 1 2  . 臺北大眾捷運股份有限公司. 2021-01-15.
3. ↑  徐榮崇. . 臺北市文獻委員會. 2015年12月  [2020-01-05]. ISBN 9789860469875. （原始内容存档于2020-12-07）. 國家圖書館
4. ↑  臺北捷運公司. . 2019-02-26  [2019-06-08]. （原始内容存档于2020-11-28）. 臺北市統計資料庫查詢系統

## 外部連結
- 臺北大眾捷運股份有限公司 （页面存档备份，存于）
- 臺北市政府捷運工程局 （页面存档备份，存于）
- 葫洲站位置圖（台北捷運公司） （页面存档备份，存于）
- 葫洲站車站剖面相關位置圖（台北捷運公司） （页面存档备份，存于）
- 販賣店現況 （页面存档备份，存于）